# Trioza atkasookensis
Trioza atkasookensis är en insektsart som beskrevs av Hodkinson 1978. Trioza atkasookensis ingår i släktet Trioza och familjen spetsbladloppor. Inga underarter finns listade i Catalogue of Life.